# Yngve Nordwall
Axel Yngve Nordwall,  född 13 april 1908 i Uppsala, död 23 januari 1994 i Rönnäng, Stenkyrka församling, var en svensk skådespelare och regissör.

## Biografi
Nordwall filmdebuterade 1939 i Per-Axel Branners Rosor varje kväll, och kom att medverka i drygt 20 film- och TV-produktioner.
Han var gift 1934–1963 med konstnären Elvine Osterman och adoptivfar till skådespelaren Gurie Nordwall samt biologisk far till scenografen Axel Wilhelm Nordwall, född 1939, och Axel Fredrik Nordwall, född 1970.

## Filmografi (i urval)

### Som skådespelare
- 1940 – Västkustens hjältar
- 1941 – Snapphanar
- 1944 – Räkna de lyckliga stunderna blott
- 1946 – Midvinterblot
- 1947 – Brott i sol
- 1948 – Loffe på luffen
- 1948 – Hamnstad
- 1950 – Sånt händer inte här
- 1955 – Sommarnattens leende
- 1956 – Litet bo
- 1956 – Sista natten
- 1957 – Smultronstället
- 1957 – Prästen i Uddarbo
- 1960 – På en bänk i en park
- 1986 – Sammansvärjningen (TV-serie)

### Som regissör
- 1961 – Medbrottslingarna
- 1968 – Den gyllene porten
- 1973 – Pelikanen

## Teater

### Roller (ej komplett)
| År   | Roll                  | Produktion                                                      | Regi                 | Teater                                   |
| ---- | --------------------- | --------------------------------------------------------------- | -------------------- | ---------------------------------------- |
| 1934 | Rodrigo               | Othello William Shakespeare                                     | Rudolf Wendbladh     | Helsingborgs stadsteater                 |
| 1934 | Loving                | Dagar utan mål Eugene O'Neill                                   | Rudolf Wendbladh     | Helsingborgs stadsteater                 |
| 1934 | Mårten                | Ljungby Horn Edgar Collin, Vilhelm Østergaard, och Alfred Ipsen | Albert Nycop         | Helsingborgs stadsteater                 |
| 1935 | Kristufek             | Gatumusikanter Paul Schurek och Hanns Sassmann                  | Rudolf Wendbladh     | Helsingborgs stadsteater                 |
| 1935 | Andreas Solem         | Hycklare Finn Halvorsen                                         | Albert Nycop         | Helsingborgs stadsteater                 |
| 1935 | Crémone               | Domino Marcel Achard                                            | Rudolf Wendbladh     | Helsingborgs stadsteater                 |
| 1935 | Agronom Triddelfitz   | Livet på landet Fritz Reuter                                    |                      | Fredriksdalsteatern                      |
| 1935 | Rudolf Fritsch        | Plats för de unga Paul Vulpius                                  | Albert Nycop         | Helsingborgs stadsteater                 |
| 1935 | Sir Jafna Pandranath  | På grund George Bernard Shaw                                    | Rudolf Wendbladh     | Helsingborgs stadsteater                 |
| 1935 | Masham                | Ett glas vatten Eugène Scribe                                   | Rudolf Wendbladh     | Helsingborgs stadsteater                 |
| 1935 | Organisten            | Kvartetten som sprängdes Birger Sjöberg                         | Albert Nycop         | Helsingborgs stadsteater                 |
| 1936 | Simon Bliss           | Höfeber Noël Coward                                             | Rudolf Wendbladh     | Helsingborgs stadsteater                 |
| 1936 | Georg                 | Förstår vi varandra? Petar Preradović                           | Albert Nycop         | Helsingborgs stadsteater                 |
| 1936 | Soukop                | Ryttarpatrullen František Langer                                | Rudolf Wendbladh     | Helsingborgs stadsteater                 |
| 1937 | Sekreteraren          | Världens lyckligaste människa Miklós László                     | Yngve Nordwall       | Helsingborgs stadsteater                 |
| 1937 | Doktor Galén          | Lavinen Karel Čapek                                             | Rudolf Wendbladh     | Helsingborgs stadsteater                 |
| 1938 | Surkart               | Mycket väsen för ingenting William Shakespeare                  | Rudolf Wendbladh     | Helsingborgs stadsteater                 |
| 1938 | Roger Frampton        | Hjärtligt välkomna! Gerald Savory                               | Rudolf Wendbladh     | Helsingborgs stadsteater                 |
| 1938 | Mannen                | Carl XII August Strindberg                                      | Rudolf Wendbladh     | Helsingborgs stadsteater                 |
| 1938 | Olivier Laprade       | Lyckliga tid! Claude-André Puget                                | Rudolf Wendbladh     | Helsingborgs stadsteater                 |
| 1939 | Willy Paulsen         | Med strömmen Vilém Werner                                       | Rudolf Wendbladh     | Helsingborgs stadsteater                 |
| 1939 | Budecius              | N:o 72 František Langer                                         | Rudolf Wendbladh     | Helsingborgs stadsteater                 |
| 1939 | Duardo                | Kärleken gör under Lope de Vega                                 | Rudolf Wendbladh     | Helsingborgs stadsteater                 |
| 1939 | Louis Dubedat         | Doktorns dilemma George Bernard Shaw                            | Rudolf Wendbladh     | Helsingborgs stadsteater                 |
| 1939 | Ed Carmichael         | Koppla av! Moss Hart och George S. Kaufman                      | Rudolf Wendbladh     | Helsingborgs stadsteater                 |
| 1941 | Pimentelli            | Christina August Strindberg                                     | Per-Axel Branner     | Nya Teatern                              |
| 1946 | Helicon               | Caligula Albert Camus                                           | Ingmar Bergman       | Göteborgs stadsteater                    |
| 1947 | Doktor Värn           | Dagen slutar tidigt Ingmar Bergman                              | Ingmar Bergman       | Göteborgs stadsteater                    |
| 1947 | Karantänmästaren      | Ett drömspel August Strindberg                                  | Olof Molander        | Göteborgs stadsteater, 13 september 1947 |
| 1948 | Algot Falk            | Dans på bryggan Björn-Erik Höijer                               | Ingmar Bergman       | Göteborgs stadsteater                    |
| 1948 | Lenox                 | Macbeth William Shakespeare                                     | Ingmar Bergman       | Göteborgs stadsteater                    |
| 1948 | Lord Edgar            | Tjuvarnas bal Jean Anouilh                                      | Ingmar Bergman       | Göteborgs stadsteater                    |
| 1950 | Pedro Gailo           | Guds ord på landet Ramón del Valle-Inclán                       | Ingmar Bergman       | Göteborgs stadsteater                    |
| 1950 | Peter Andersen        | Kärlek Kaj Munk                                                 | Torsten Hammarén     | Göteborgs stadsteater, 24 november 1950  |
| 1952 |                       | Ett huvud kortare Marcel Aymé                                   | Helge Wahlgren       | Göteborgs stadsteater, augusti 1952      |
| 1953 | Oldfux, en äventyrare | Den jäktade Ludvig Holberg                                      | Josef Halfen         | Göteborgs stadsteater, 1 maj 1953        |
| 1954 | Dr Relling            | Vildanden Henrik Ibsen                                          | Lars-Levi Laestadius | Malmö stadsteater                        |
| 1955 | Kapten McLean         | Tehuset Augustimånen John Patrick                               | Ingmar Bergman       | Malmö stadsteater                        |
| 1955 |                       | Donadieu Fritz Hochländer                                       | Lars-Levi Læstadius  | Malmö stadsteater                        |
| 1955 |                       | Revisorn Nikolaj Gogol                                          | Lars-Levi Læstadius  | Malmö stadsteater                        |
| 1956 | Ivan                  | Bruden utan hemgift Alexander Ostrovsky                         |                      | Malmö stadsteater, 28 januari 1956       |
| 1956 | Peder Welmanson       | Erik XIV August Strindberg                                      | Ingmar Bergman       | Malmö stadsteater                        |
| 1957 | Magre                 | Peer Gynt Henrik Ibsen                                          | Ingmar Bergman       | Malmö stadsteater                        |

### Regi
| År   | Produktion                                                          | Upphovsmän                                                | Teater                                  |
| ---- | ------------------------------------------------------------------- | --------------------------------------------------------- | --------------------------------------- |
| 1937 | Pygmalion                                                           | George Bernard Shaw Översättning Hugo Vallentin           | Helsingborgs stadsteater                |
| 1937 | Världens lyckligaste människa                                       | Miklós László Översättning Richard Erwe                   | Helsingborgs stadsteater                |
| 1937 | Hans högvördighet ordnar allt The Bishop Misbehaves                 | Frederick J. Jackson                                      | Helsingborgs stadsteater                |
| 1938 | Tovarisj Tovarich                                                   | Jacques Deval Översättning Carlo Keil-Möller              | Helsingborgs stadsteater                |
| 1938 | Trions bröllop                                                      | Sigfrid Siwertz                                           | Helsingborgs stadsteater                |
| 1941 | Batavernas sammansvärjning                                          | Axel Gauffin                                              | Folkan                                  |
| 1954 | Dårskapens timme                                                    | Anna Bonacci                                              | Malmö stadsteater                       |
| 1956 | Ornifle Ornifle ou Le Courant d'air                                 | Jean Anouilh Översättning Erik Lindegren                  | Malmö stadsteater                       |
| 1956 | Fruar på vift Le Dindon                                             | Georges Feydeau Översättning Raoul af Hällström           | Malmö stadsteater                       |
| 1956 | Hjälte mot sin vilja No time for Sergeants                          | Ira Levin Översättning Herbert Wärnlöf                    | Malmö stadsteater                       |
| 1956 | Snaran                                                              | Werner Aspenström                                         | Malmö stadsteater                       |
| 1957 | Millionen To Dorothy, a Son                                         | Roger MacDougall Översättning Eva Tisell                  | Malmö stadsteater                       |
| 1957 | Underbara människor                                                 | William Saroyan                                           | Malmö stadsteater                       |
| 1958 | Månfåglarna Les oiseaux de lune                                     | Marcel Aymé Översättning Märta Marianne Rappe             | Malmö stadsteater                       |
| 1958 | Rödbetan                                                            | Marcel Achard                                             | Malmö stadsteater                       |
| 1958 | Världen är vi The Cave Dwellers                                     | William Saroyan Översättning Tom Olsson                   | Malmö stadsteater                       |
| 1958 | Änkan                                                               | Bertil Schütt                                             | Malmö stadsteater                       |
| 1959 | Fransysk visit                                                      | Marcel Achard                                             | Malmö stadsteater                       |
| 1959 | Doft av honung                                                      | Shelagh Delaney                                           | Malmö stadsteater                       |
| 1959 | Party The Party                                                     | Jane Arden                                                | Riksteatern                             |
| 1959 | Isak Juntti hade många söner                                        | Björn-Erik Höijer                                         | Malmö stadsteater                       |
| 1960 | Trappan                                                             | Boris Vian                                                | Malmö stadsteater                       |
| 1960 | Läckan                                                              | Bertil Schütt                                             | Malmö stadsteater                       |
| 1960 | Midsommardröm i fattighuset                                         | Pär Lagerkvist                                            | Malmö stadsteater                       |
| 1961 | John Gabriel Borkman                                                | Henrik Ibsen                                              | Malmö stadsteater, 23 mars 1961         |
| 1961 | Drömresan                                                           | Elmer Rice                                                | Malmö stadsteater                       |
| 1961 | Världsomseglaren                                                    | Georges Schehadé                                          | Malmö stadsteater                       |
| 1961 | Det kommer främmande                                                | Björn-Erik Höijer                                         | Malmö stadsteater                       |
| 1962 | Farmor och vår Herre                                                | Hjalmar Bergman                                           | Malmö stadsteater                       |
| 1963 | Leguanens natt Night Of The Iguana                                  | Tennessee Williams                                        | Göteborgs stadsteater, 25 januari 1963  |
| 1963 | Tuttenutten                                                         | Marcel Achard                                             | Göteborgs stadsteater, april 1963       |
| 1963 | Vem är rädd för Virginia Woolf? Who's Afraid Of Virginia Woolf?     | Edward Albee                                              | Göteborgs stadsteater, 18 oktober 1963  |
| 1963 | Bara på låtsas                                                      | James Saunders                                            | Göteborgs stadsteater, 28 februari 1964 |
| 1964 | Farmor och vår herre                                                | Hjalmar Bergman                                           | Göteborgs stadsteater, 28 augusti 1964  |
| 1968 | Victor eller När barnen tar makten Victor ou les Enfants au pouvoir | Roger Vitrac                                              | Göteborgs stadsteater                   |
| 1974 | Stackars Frankrike Norman, Is That You?                             | Ron Clark och Sam Bobrick Översättning Kerstin Bernadotte | Maximteatern                            |
| 1974 | Bara på låtsas Next Time I'll Sing To You                           | James Saunders                                            | Statens scenskola i Göteborg            |
| 1975 | Jag vill träffa Mjosov Где вы, месье Миуссов?                       | Valentin Katajev                                          | Riksteatern                             |

## Radioteater
| År   | Roll              | Produktion                                                              | Regi                |
| ---- | ----------------- | ----------------------------------------------------------------------- | ------------------- |
| 1949 | Mr Smedley        | Filip Collins äventyr: Detektiven Kenyons blandade känslor Frank Heller | Knut Ström          |
| 1950 | Abel Featherstone | Miljonpundssedeln (The Million Pound Bank Note) Mark Twain              | Benkt-Åke Benktsson |

### Fotnoter
1. ↑  ”Teater Musik Film: Skånsk friluft”. Dagens Nyheter:  s. 9. 11 juni 1935. https://arkivet.dn.se/tidning/1935-06-11/156/9. Läst 17 juni 2018.
2. ↑  ”Teater Musik Film: Shakespeare i Hälsingborg”. Dagens Nyheter:  s. 8. 2 april 1938. https://arkivet.dn.se/tidning/1938-04-02/89/8. Läst 30 oktober 2021.
3. ↑  ”Kristina”. Musik- och Teaterbiblioteket. https://calmview.musikverk.se/CalmView/Record.aspx?src=CalmView.Performance&id=PERF13906&pos=783. Läst 3 mars 2025.
4. ↑  ”Caligula”. Stiftelsen Ingmar Bergman. http://ingmarbergman.se/verk/caligula. Läst 17 oktober 2015.
5. ↑  ”Dagen slutar tidigt”. Stiftelsen Ingmar Bergman. http://ingmarbergman.se/verk/dagen-slutar-tidigt. Läst 16 oktober 2015.
6. ↑  ”Dans på bryggan”. Stiftelsen Ingmar Bergman. http://ingmarbergman.se/verk/dans-på-bryggan. Läst 16 oktober 2015.
7. ↑  ”Macbeth”. Stiftelsen Ingmar Bergman. http://ingmarbergman.se/verk/macbeth-1. Läst 16 oktober 2015.
8. ↑  ”Tjuvarnas bal”. Stiftelsen Ingmar Bergman. http://ingmarbergman.se/verk/tjuvarnas-bal. Läst 16 oktober 2015.
9. ↑  ”Guds ord på landet”. Stiftelsen Ingmar Bergman. http://ingmarbergman.se/verk/guds-ord-på-landet. Läst 17 oktober 2015.
10. ↑  ”Tehuset Augustimånen”. Stiftelsen Ingmar Bergman. http://ingmarbergman.se/verk/tehuset-augustim%C3%A5nen. Läst 15 oktober 2015.
11. ↑  ”Erik XIV”. Stiftelsen Ingmar Bergman. http://ingmarbergman.se/verk/erik-xiv. Läst 15 oktober 2015.
12. ↑  ”Peer Gynt”. Ingmar Bergman Face to face. http://ingmarbergman.se/verk/peer-gynt. Läst 15 oktober 2015.
13. ↑  Ebbe Linde (2 juli 1959). ”'Party' i Eskilstuna”. Dagens Nyheter:  s. 10. https://arkivet.dn.se/tidning/1959-07-02/175/10. Läst 8 juni 2018.
14. ↑  Wifstrand, Naima (1962). Med och utan paljetter. Stockholm: Albert Bonniers förlag. sid. 159. Libris 8081302
15. ↑  Bengt Jahnsson (10 februari 1974). ”På Maxim: Löwenadler härlig i kvickt snickeri”. Dagens Nyheter:  s. 30. https://arkivet.dn.se/tidning/1974-02-10/40/30. Läst 20 september 2020.
16. ↑  Bengt Jahnsson (26 november 1975). ”Skojig 'Mjosov' – Men Riksteatern jagar lustigheter”. Dagens Nyheter:  s. 16. http://arkivet.dn.se/tidning/1975-11-26/321/16. Läst 12 juli 2017.
17. ↑  ”Radioprogrammet”. Dagens Nyheter:  s. 20. 14 maj 1949. https://arkivet.dn.se/tidning/1949-05-14/128/20. Läst 29 januari 2022.
18. ↑  ”Radioprogrammet”. Dagens Nyheter:  s. 32. 17 december 1950. https://arkivet.dn.se/tidning/1950-12-17/342/32. Läst 29 januari 2022.